# 松井香
松井 香（まつい かおり、1976年10月8日 - ）は、日本の元女性タレントである。
岡山県倉敷市出身。

## 略歴
- 倉敷市立味野中学校、岡山理科大学附属高等学校卒業。
- 1994年、「ヤンジャン第5回全国女子高生制服コレクション」でデビュー。
- 1997年、バラエティ『ワンダフル』のワンギャル（1期生）となる。

## 出演

### バラエティ
- ワンダフル（1997年9月 - 1998年6月、TBS）ワンギャル

### テレビドラマ
- 新・部長刑事 アーバンポリス24（朝日放送）
- はみだし弁護士・巽志郎（テレビ朝日）

### CM
- エースコック「わかめラーメン」
- リクルート「フロムA」（1996年）
- NTTパーソナル関西

### 雑誌
- FRIDAYスペシャル（1997年9月1日）
- スコラ（1997年9月25日）